# Oscar Sivertzen
Bror Oscar Adolf Sivertzen (Sivertzén) (ibland Sivertsen), född den 2 oktober 1876 i Nordfjordeid i Norge, död den 3 april 1940 i Trondheim, var en norsk målare och grafiker, delvis verksam i Sverige. 
Oscar Sivertzen bedrev i unga år konststudier för Oscar Wergeland vid Den konglige Kunst- och Håndverksskole Oslo samt för Peder Severin Krøyer och Kristian Zahrtmann i Köpenhamn innan han 1905 bosatte sig i Sverige. Han var där flitig med utställningar och som medlem i konstnärsgruppen De Frie i Stockholm. Vid Wilhelmsons målarskola i Stockholm förkovrade han sig ytterligare 1911. 1920 återvände han till Norge, där han en tid var elev till Harriet Backer, men kom periodvis också att leva i Paris, där han studerade för André Lhote, och i London.
Sivertzen arbetade i olja men också i pastell, akvarell och träsnitt. Han utförde landskapsmåleri, figurmåleri och porträtt och lockade gärna med en stämningsfull ljusskildring. Nämnas kan de färgstarka skärgårdsbilderna "Sommardag vid stranden", "Sista glöden" samt interiörerna "Mor och barn", vilka på sin tid ansågs som koloristiskt avancerade verk inom den "glömda generationen" vilka verkade mellan Konstnärsförbundets krets och 1909 års män. Porträttmåleri var det som främst engagerade honom under hans sista år, vilka han tillbringade i Trondheim.
Genom sitt engagemang i "De frie" deltog han i en rad av konstnärsgruppens utställningar, exempelvis i Stockholm 1908, 1909, 1911 och 1913, på Valand 1912 och på Baltiska utställningen i Malmö 1914. Hans verk visades vid Sveriges allmänna konstföreningars Decemberutställningar i Stockholm 1910 och 1911 och i föreningens utställning Kalmar 1913 samt vid Konstföreningen för södra Sveriges utställning i Lund 1911. Han deltog också vid Trondhjems kunstförenings utställning i samband med föreningens etthundraårsjubileum 1945. Han finns representerad i Trondheims stads samling.
Oscar Sivertzen var son till urmakaren Ole Sivertzen och Karolins Ledel samt bror till John Sivertzén. Han gifte sig första gången 1909 med svenska konstnären Jenny Eleonora Svanström (1888–1978) och andra gången med Peggy Odde. Oscar Sivertzen var i sitt första äktenskap far till arkitekten och scenografen Per-Olav Sivertzen (1910–2005).